# Moto Guzzi V7 Stone
Moto Guzzi V7 Stone  — італійський спортивний мотоцикл виробництва Moto Guzzi, випущений у 2012 році, подальший розвиток моделі V7 Classic 2008 року виробництва, на ньому встановлено новий двигун.

## Технічні характеристики
Двигун об’ємом в 744 см³, є новим на 70 відсотків порівняно з V7. Потужність була збільшена до 51 к. с. при 6200 обертах на хвилину, також зменшилося споживання палива на 10 відсотків. Випускається у версіях Спеціальна (з хромом, двоколірне оформлення) і Racer (із хромованим баком, сидіння соло та спортивним шасі).